# UFC 117
UFC 117: Silva vs. Sonnen（ユーエフシー・ワンセブンティーン・シウバ・バーサス・ソネン）は、アメリカ合衆国の総合格闘技団体「UFC」の大会の一つ。2010年8月7日、カリフォルニア州オークランドのオラクル・アリーナで開催された。
メインイベントではアンデウソン・シウバとチェール・ソネンによるUFC世界ミドル級タイトルマッチが行われた。

## 大会概要
メインイベントの世界ミドル級タイトルマッチでは、挑戦者のソネンが試合を優勢に進める中、王者シウバが最終ラウンド後半に腕ひしぎ三角固めで一本勝ちを収め、7度目の王座防衛に成功するとともに、UFC12連勝を達成した。
第10試合のジョン・フィッチ対チアゴ・アウベスのウェルター級戦は、アウベスが171.5ポンドで計量を0.5ポンドオーバーし、再計量でも体重を171ポンドまで減量することができなかったため、171.5ポンドのキャッチウェイトバウトに変更された。
当初、スタニスラブ・ネドコフのUFCデビュー戦が予定されていたが、負傷により替わってフィル・デイヴィスが出場した。
キャリア6戦全勝のクリスチャン・モアクラフトがUFCデビュー。

## 試合結果

### プレリミナリィカード
第1試合 ウェルター級 5分3R
○  デニス・ホールマン vs.  ベン・ソーンダース ×
3R終了 判定3-0（29-28、30-27、29-28）
第2試合 ヘビー級 5分3R
○  ステファン・ストルーフェ vs.  クリスチャン・モアクラフト ×
2R 0:22 KO（パウンド）
第3試合 ライトヘビー級 5分3R
○  ティム・ボッシュ vs.  トッド・ブラウン ×
3R終了 判定3-0（29-28、29-28、29-28）
第4試合 ウェルター級 5分3R
○  ジョニー・ヘンドリックス vs.  チャーリー・ブレネマン ×
2R 0:40 TKO（レフェリーストップ：スタンドパンチ連打）
第5試合 ライトヘビー級 5分3R
○  フィル・デイヴィス vs.  ロドニー・ウォーラス ×
3R終了 判定3-0（30-26、30-27、30-27）
第6試合 ウェルター級 5分3R
○  リック・ストーリー vs.  ダスティン・ヘイズレット ×
2R 1:15 TKO（レフェリーストップ：パウンド）

### メインカード
第7試合 ヘビー級 5分3R
○  ジュニオール・ドス・サントス vs.  ロイ・ネルソン ×
3R終了 判定3-0（30-26、30-27、30-27）
第8試合 ウェルター級 5分3R
○  マット・ヒューズ vs.  ヒカルド・アルメイダ ×
1R 3:15 TKO（レフェリーストップ：変形アナコンダチョーク）
第9試合 ライト級 5分3R
○  クレイ・グイダ vs.  ハファエル・ドス・アンジョス ×
3R 1:51 ギブアップ（顎の骨折）
第10試合 キャッチウェイトバウト（171.5ポンド） 5分3R
○  ジョン・フィッチ vs.  チアゴ・アウベス ×
3R終了 判定3-0（30-27、30-27、30-27）
第11試合 UFC世界ミドル級タイトルマッチ 5分5R
○  アンデウソン・シウバ vs.  チェール・ソネン ×
5R 3:10 腕ひしぎ三角固め
※シウバが7度目の王座防衛に成功。

### 各賞
ファイト・オブ・ザ・ナイト：アンデウソン・シウバ vs. チェール・ソネン
ノックアウト・オブ・ザ・ナイト：ステファン・ストルーフェ
サブミッション・オブ・ザ・ナイト：アンデウソン・シウバ、マット・ヒューズ
各選手にはボーナスとして60,000ドルが支給された。